# The Black Cat
The Black Cat é um filme de suspense dos Estados Unidos de 1934, realizado por Edgar G. Ulmer. 

## Sinopse
Em lua de mel na Hungria, Joan e Peter Allison dividem uma cabine de comboio com o Dr. Vitus Werdegast, um cortês mas sofrido homem que está a regressar para as ruínas da cidade que defendeu antes de se tornar prisioneiro de guerra durante 15 anos.
Werdegast disse que está ali para visitar Hjalmar Poelzig, um velho amigo, mas na verdade é um acerto de contas. Após saírem do comboio para apanhar um autocarro, que durante uma tempestade sofre um acidente, o motorista morre e Joan fica ferida, assim os viajantes procuram abrigo na casa de Poelzig, que por ser engenheiro fez uma casa muito diferente.
Mas o que acontece dentro daquelas paredes é muito estranho e lá Werdegast vai extravasar sua fobia por gatos, descobrir o destino da sua mulher, sofrer pela sua filha Karen e jogar uma partida de xadrez para tentar salvar a vida de Joan.

## Elenco
- Boris Karloff .... Hjalmar Poelzig
- Bela Lugosi .... Dr. Vitus Werdegast
- David Manners .... Peter Alison
- Julie Bishop .... Joan Alison
- Harry Cording .... Thamal
- Lucille Lund .... Karen Werdegast Pelzig
- Henry Armetta .... policial
- Albeti Conti .... tenente
- Egon Brecher